# Hotel Metropol (Moskau)

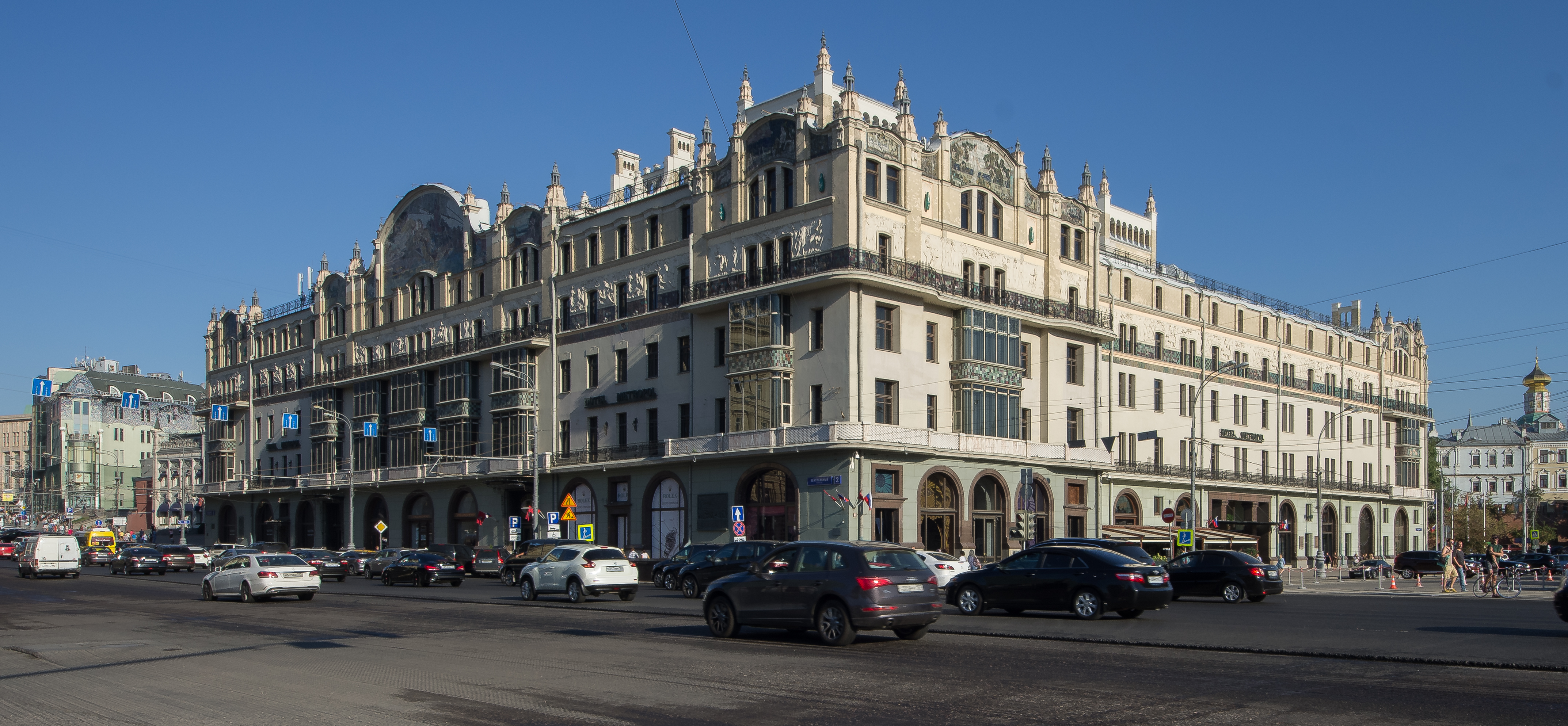
Hotel Metropol, 2015

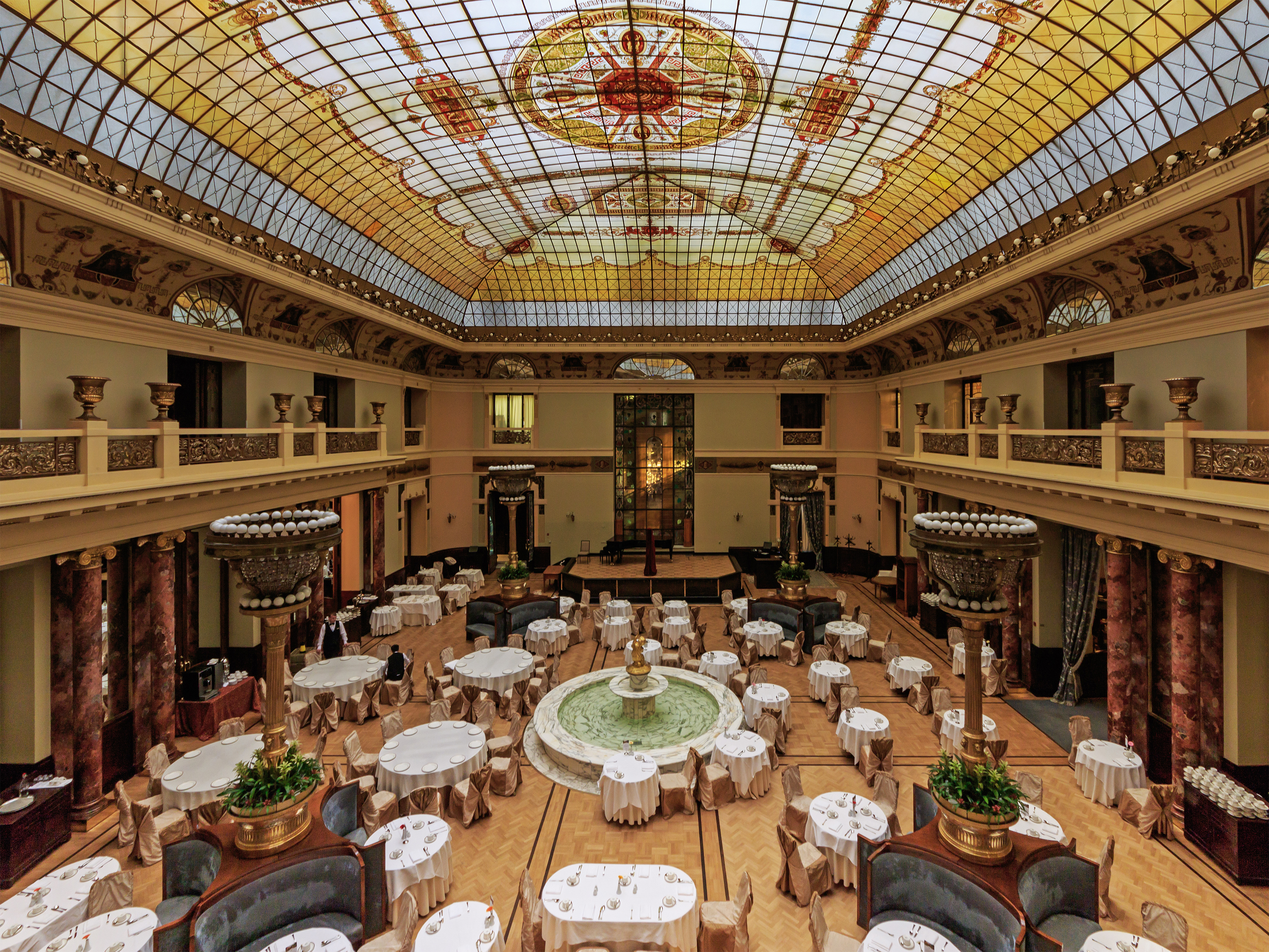
Hotel Metropol, Piazza, 2017

Das Hotel Metropol ist ein historisches im Jugendstil erbautes Hotel im Zentrum von Moskau.
Das Metropol wurde nach einem Plan von William Walcot erbaut und 1905 eröffnet. Es befindet sich in der Nähe des Roten Platzes in der Teatralny Proezd 2, gegenüber dem Bolschoi-Theater und in unmittelbarer Nachbarschaft des Maly-Theaters.
Heute verfügt das Metropol mit einer Grundfläche von 40.000 m² über rund 350 alte und neue Suiten und Zimmer. Es kann jeden Sonntag bei einer Führung besichtigt werden.

## Geschichte

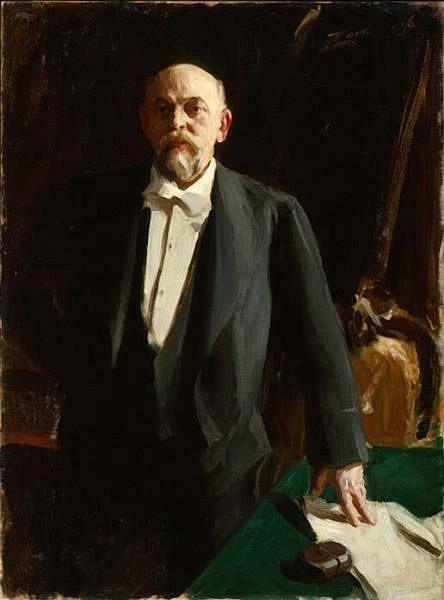
Anders Zorn: Sawwa Mamontow, 1896

Das Metropol wurde auf Initiative des russischen Großindustriellen und Mäzens Sawwa Mamontow erbaut, der 1885 eine private Oper gegründet hatte. Dort wurden neben italienischen Opern vor allem Werke junger russischer Komponisten aufgeführt, u. a. von Alexander Dargomyzhsky, Modest Mussorgsky, Nikolai Rimski-Korsakow und Peter Tschaikowski. Marmontows Opernunternehmen erwies sich nach stockenden Anfängen als außerordentlich erfolgreich, sowohl in künstlerischer und wirtschaftlicher Hinsicht als auch in der Akzeptanz durch das Publikum. 1896 erwirtschaftete die Oper einen Gewinn von 30.000 Silberrubel. 1898 kaufte Mamontow Grundstücke am Moskauer Teatralny Projesd für den Bau eines Hotels nach höchstem europäischen Standard, das als Kultur- und Geschäftszentrum mit einem Saal für Opernaufführungen konzipiert war. Das Projekt wurde öffentlich ausgeschrieben, Gewinner war der russische Architekt Lew Kekushew. Den Zuschlag erhielt allerdings der britisch-russische Architekt William Walcot, dessen Entwurf nur den 4. Platz im Wettbewerb belegt hatte. Nachdem Mamontow nach der Anklage betrügerischer Finanzmanipulationen Insolvenz anmelden musste, beauftragte die Petersburger Versicherungsgesellschaft als neue Besitzerin Kekuschew mit der Bauleitung.
In der Folge wurden diverse Veränderungen am ursprünglichen Konzept vorgenommen und der Plan für ein Opernhaus mit 3.000 Plätzen und angegliedertem Hotel und Restaurant aufgegeben. Opern wurden im Metropol nie aufgeführt. 1901 brannte der Rohbau ab und musste von Grund auf neu hochgezogen werden. An der Fertigstellung des Hauses waren außer Kekushew und seinen beiden Mitarbeitern Nikolai Lwowitsch Schewjakow (1868–1942) und Wladimir Wassiljewitsch Wojeikow weitere Architekten beteiligt.

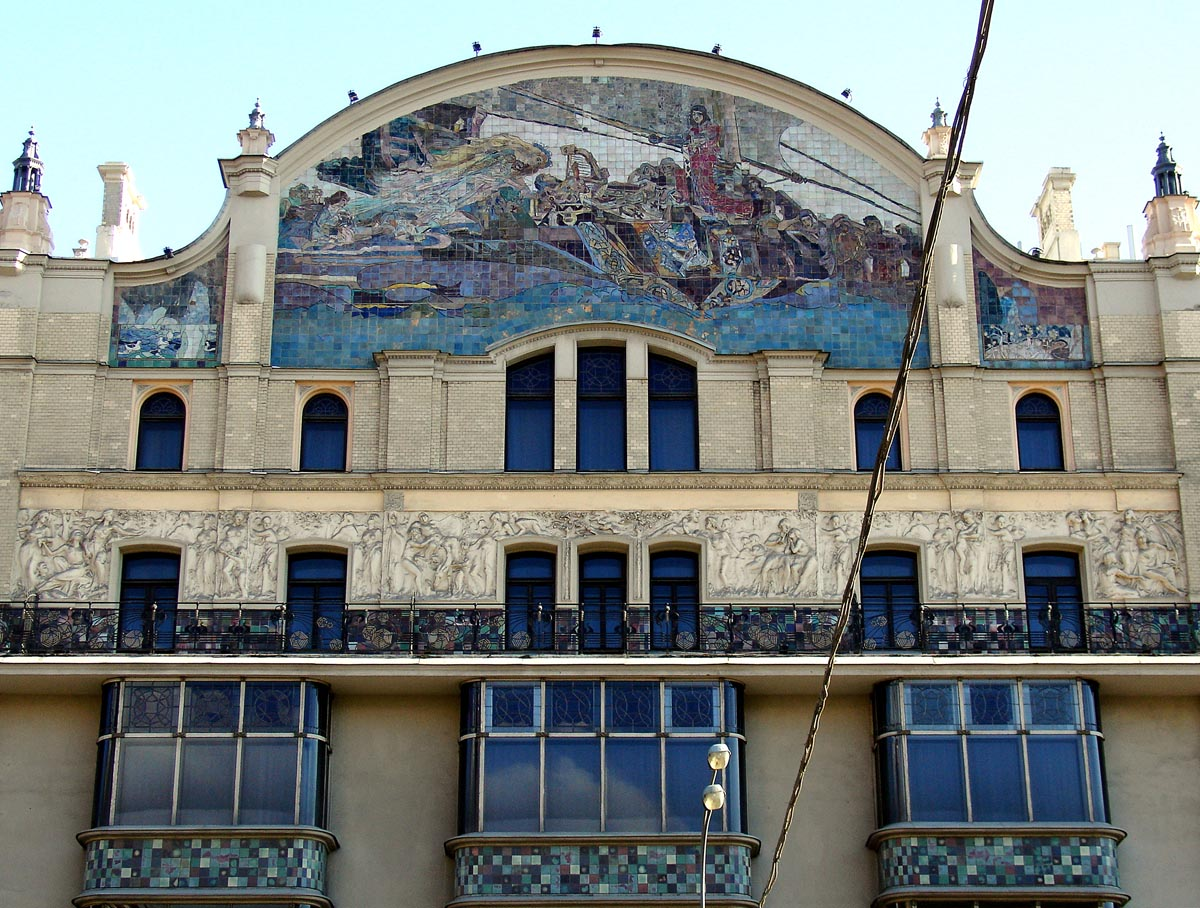
Die Prinzessin der Träume, Majolika-Bild von Michail Wrubel

Weiterhin beteiligt blieben Designer und Innenausstatter, die noch von Walcot für das Projekt engagiert worden waren, darunter an hervorragender Stelle der Maler und Keramiker Michail Wrubel. Wrubel, der schon Bühnenbilder und Kostüme für Mamontows Privatoper geschaffen hatte, lieferte die Entwürfe für die großen Majolika-Bilder, die den Charakter der beiden Außenfronten prägen. 1905 wurde des Hotel Metropol eröffnet. Während der Unruhen der Russischen Revolution geriet das Haus zwar unter Beschuss und erlitt Schäden an den Straßenfronten, die Infrastruktur blieb aber intakt. 1917, nach dem Umzug der bolschewistischen Regierung aus Petrograd nach Moskau, übernahmen die Bolschewisten das Hotel. Das Hotel war u. a Sitz des Zweiten Haus der Räte, vom Balkon aus hielt Lenin gelegentlich Reden an die Sowjetbürger. Die Zimmer wurden in Wohnungen für die Abgeordneten umgewandelt, bzw. dienten als Unterkunft für Personen, die hier auf ihren Gerichtsprozess wegen politischer „Vergehen“ warten mussten. Die letzten der damals entstandenen typischen Gemeinschaftswohnungen (Kommunalkas) wurden erst in den 1960er Jahren wieder zu Hotelzimmern umgestaltet. Ein Teil des Hauses wurde ab 1928 auch unter Stalin und seinen Nachfolgern  als Hotel weitergeführt und diente der Unterbringung ausländischer Delegationen sowie der Beherbergung renommierter ausländischer Gäste.
Von 1986 bis 1991 wurde das Hotel vollständig renoviert. Im August 2012 wurde das Hotel für umgerechnet 219 Millionen Euro an die staatseigene Azimut-Hotelgruppe versteigert und ab Dezember 2012 umfassend renoviert.

## Das Hotel in Film und Literatur
Das Metropol diente u. a. den Regisseuren Krzysztof Zanussi, Wladimir Motyl und Todorovsky als Szenerie für Spielfilme. 
2017 erschien der Roman A Gentleman in Moscow des US-amerikanischen Autors Amor Towles. Protagonist ist ein fiktiver, aus russischem Hochadel stammender Graf, der nach der bolschewistischen Machtergreifung zu lebenslangem Hausarrest im Hotel Metropol verurteilt wurde. Der Roman sollte 2020 als TV-Serie mit Kenneth Branagh in der Hauptrolle und Tom Harper als Regisseur verfilmt werden. Die Ausstrahlung erfolgte dann 2024 als achtteilige Miniserie von Paramount und Lionsgate unter der Regie von Sam Miller mit Ewan McGregor als Graf Alexander Rostov.
2019 erschien Ljudmila Petruschewskajas Buch Das Mädchen aus dem Hotel Metropol: Roman einer Kindheit (2017) in einer Übersetzung von Antje Leetz. Die Autorin wurde als Tochter sowjetischer Intellektueller geboren. Die Familie wohnte privilegiert im Metropol, wo die Erzählerin ihre frühe Kindheit verbrachte. Ab dem Zeitpunkt, als Verwandte dem stalinschen Terror zum Opfer fielen, galten ihre Eltern als Volksfeinde. Das Kind hatte wie seine Eltern das Haus zu verlassen und schlug sich seit dieser Zeit unter prekären Umständen durchs Leben.
Ebenfalls 2019 brachte der Rowohlt-Verlag Eugen Ruges Roman Metropol heraus, in dem Ruge die Geschichte seiner Großeltern erzählt. Sie waren 1933 als Kommunisten in die Sowjetunion emigriert und arbeiteten als Agenten für den OMS, den sowjetischen Nachrichtendienst der Kommunistischen Internationalen. Von 1936 bis 1938, während der Stalinschen Säuberungen, wohnten sie im Hotel Metropol in Erwartung ihres Strafprozesses. In Zusammenarbeit mit dem Argon Verlag produzierte der MDR 2019 ein von Ulrich Noethen gelesenes Hörbuch des Romans, das vom MDR in gekürzter Fassung ausgestrahlt wurde und von Audible ungekürzt vertrieben wird.